# 주한 중국 대사
주한 중국 대사는 대한민국 주재 중화인민공화국 대사관의 수장이다.
1948년 대한민국 정부 수립 이후부터 '주한 중국 대사'는 중화민국에서 파견된 대사를 가리키는 말이었으나, 1992년 8월 중화민국과의 단교 및 중화인민공화국 수교 이후로는 중화인민공화국에서 파견된 대사를 가리키는 용어가 되었다. 현재 대사는 2024년 12월 27일에 부임한 다이빙이다.

## 역대 대사

### 대청제국출사 조선흠차대리대신
- 서수붕(徐壽朋) 1898~1901
- 허태신(許台身) 1901~1904
- 증광전(曾廣銓) 1904~1905

### 재대한민국 중화인민공화국 특명전권대사
- 1. 장팅옌(張庭延 장정연) 1992년 9월 10일 ~ 1998년 8월 12일
- 대리대사, 티엔바오쩐(田寶眞) 1998년 8월 12일 ~ 1998년 9월 16일
- 2. 우다웨이(武大偉 무대위) 1998년 9월 17일 ~ 2001년 7월 9일
- 3. 리빈(李濱 이빈) 2001년 7월 10일[1] ~ 2005년 8월 19일
- 4. 닝푸쿠이(宁赋魁 영부괴) 2005년 9월 11일 ~ 2008년 10월 20일
- 5. 청융화(程永华 정영화)[2] 2008년 10월 20일 ~ 2010년 2월 9일,
- 대리대사, 싱하이밍(邢海明) 2010년 2월 10일 ~ 2010년 3월 5일
- 6. 장신썬(張鑫森 장흠삼) 2010년 3월 6일 ~ 2013년 12월 30일
- 7. 추궈홍(邱國洪 구국홍) 2014년 2월 12일 ~ 2019년 12월
- 8. 싱하이밍(邢海明 형해명) 2020년 1월 ~ 2024년 12월 27일
- 9. 다이빙(戴兵 대병) 2024년 12월 27일~

### 재대한민국 중화인민공화국 부대사
일부 중국부대사는 주부산 중화인민공화국 총영사직을 겸직한다.
- 티엔바오쩐(田寶眞) 1992년 9월 10일 ~
- 리빈(李濱)  ~ 2003년
- 관화빙(關華兵) 2002년 ~
- 싱하이밍(邢海明) ~ 2010년
- 관화빙(關華兵) ~ 2011년 5월 9일
- 천하이(陳海) 2011년 5월 10일 ~ 2014년 8월 7일
- 하오샤오페이, 2014년 8월 7일 ~ 2017년 1월 5일
- 진옌광(金燕光), 2017년 1월 6일 ~ , 참사관급 부대사

## 같이 보기

### 일반 주제
- 주한 중국 대사관
- 한중 관계
  - 대한민국-중화인민공화국 관계
  - 대한민국-중화민국 관계

### 산하 총영사관
- 주부산 중국 총영사관
- 주제주 중국 총영사관
- 주광주 중국 총영사관